# LGD Gaming
LGD Gaming — китайська кіберспортивна організація, заснована 2009 року.
LGD Gaming є однією з найпотужніших китайських кіберспортивних організацій, яка має власні підрозділи у Dota 2, PUBG Mobile, League of Legends, Crossfire та інших кіберспортивних дисциплінах.
Найуспішнішим є склад команди з Dota 2, який у 2015 році посів третє місце на головному турнірі року The International 2015, а через два роки — четверте місце на The International 2017. У 2018 році організація стала партнером кіберспортивного відділення футбольного клубу «Парі Сен-Жермен», після чого їхня команда з Dota 2 стала виступати під брендом PSG.LGD. Після цього колектив тричі поспіль входив до трійки найкращих команд світу з Dota 2 (2018, 2019, 2021), але жодного разу не зміг виграти The International. Поступившись Team Spirit в фіналі The International 2021, PSG.LGD отримали найбільший приз за свою кар'єру — 5,2 млн доларів.
Станом на 2022 рік у світовому рейтингу команд з найбільшою кількістю призових LGD Gaming посідає 14 місце, вигравши понад 13 млн доларів. Крім цього, спільний проєкт LGD та PSG з Dota 2 з 2018 року спромігся заробити понад 16 млн доларів призових.